# Rautjärvi
Rautjärvi este o comună din Finlanda.